# 지소부인
지소부인(智炤夫人)은 태종무열왕과 문명왕후의 딸로 김유신의 두 번째 정실 부인이다. 《삼국사기》 신라본기에는 ‘지조(智照)’라 기록돼 있고, 열전 김유신전에는 ‘지소(智炤)’라 기록돼 있다.
삼국사기 등에 따르면, 김유신이 60세가 되던 해에 혼인하였다고 전해진다. 아들 김원술이 전투에서 후퇴한 일로 남편이 아들과 일방적으로 연을 끊자, 김유신 사후에 찾아온 아들 김원술을 내치며 만나주지 않았다. 이 때문에 원술도 세상을 비관하며 숨어 살았다고 한다.

## 가족관계
어머니 문명왕후와 남편 김유신은 남매 관계이므로 김유신은 지소부인의 외숙이자 남편이다.
- 부왕 : 태종무열왕(太宗武烈王) - 신라 제 29대 왕
- 모후 : 문명왕후 김씨(文明王后 金氏) 
  - 오빠 : 김법민(金法敏, 훗날 문무왕)
  - 오빠 : 김인문(金仁問)
  - 오빠 : 김문왕(金文王)
  - 오빠 : 김노차(金老且)
  - 오빠 : 김지경(金智鏡)
  - 오빠 : 김개원(金愷元)
- 남편 : 김유신(金庾信)
  - 장남 : 김원술(金元述) - 관등은 소판(蘇判)
  - 차남 : 김원정(金元貞) - 관등은 해간(海干)
  - 삼남 : 김장이(金長耳) - 관등은 대아찬(大阿飡)
  - 사남 : 김원망(金元望) - 관등은 대아찬(大阿飡)

## 지소부인이 등장하는 작품
- 《원효대사》 (KBS, 1986년, 배우 : 배종옥)
- 《대왕의 꿈》 (KBS, 2012년~2013년, 배우 : 이슬비)